# 乙基硒代磷酰二氯
乙基硒代磷酰二氯是一种有机磷化合物，化学式为C2H5Cl2PSe，它是VE硒代物selenophos的前体。它可由氯乙烷、三氯化磷、三氯化铝和硒在氮气中加热反应得到，或通过乙基二氯化磷和硒加热制得。